# Crystal Emmanuel
Crystal Emmanuel (ur. 27 listopada 1991 w Scarborough) – kanadyjska lekkoatletka, sprinterka.
Do końca 2008 roku reprezentowała Barbados.
W 2010 startowała na mistrzostwach świata juniorów w Moncton, na których dotarła do półfinału biegu na 200 metrów, a wraz z koleżankami ze sztafety 4 × 100 metrów, zajęła 6. miejsce. Zdobyła brązowy medal w biegu na 100 metrów podczas młodzieżowych mistrzostw NACAC, rozegranych na początku lipca 2012 roku. Miesiąc później reprezentowała Kanadę na igrzyskach olimpijskich w Londynie, na których dotarła do półfinału biegu na 200 metrów. Złota medalistka igrzysk frankofońskich (2013). W 2015 weszła w skład kanadyjskiej sztafety 4 × 100 metrów, która zdobyła brąz podczas igrzysk panamerykańskich w Toronto. Półfinalistka światowego czempionatu w Londynie w biegu na 200 metrów oraz półfinalistka na dystansie dwukrotnie krótszym.
Wielokrotna mistrzyni Kanady.

## Osiągnięcia
| Rok  | Impreza                       | Miejsce        | Konkurencja        | Lokata               | Wynik  |
| ---- | ----------------------------- | -------------- | ------------------ | -------------------- | ------ |
| 2010 | Mistrzostwa świata juniorów   | Moncton        | bieg na 200 m      | półfinał             | 23,96  |
| 2010 | Mistrzostwa świata juniorów   | Moncton        | sztafeta 4 × 100 m | 6. miejsce           | 44,84  |
| 2012 | Młodzieżowe mistrzostwa NACAC | Irapuato       | bieg na 100 m      | 3. miejsce           | 11,43  |
| 2012 | Igrzyska olimpijskie          | Londyn         | bieg na 200 m      | półfinał             | 23,28  |
| 2013 | Mistrzostwa świata            | Moskwa         | bieg na 200 m      | eliminacje           | DSQ    |
| 2013 | Mistrzostwa świata            | Moskwa         | sztafeta 4 × 100 m | 6. miejsce           | 43,28  |
| 2013 | Igrzyska frankofońskie        | Nicea          | bieg na 200 m      | 1. miejsce           | 23,63  |
| 2013 | Igrzyska frankofońskie        | Nicea          | sztafeta 4 × 100 m | 4. miejsce           | 45,66  |
| 2014 | IAAF World Relays             | Nassau         | sztafeta 4 × 100 m | 1. miejsce (Finał B) | 43,33  |
| 2014 | Igrzyska Wspólnoty Narodów    | Glasgow        | bieg na 100 m      | półfinał             | 11,43  |
| 2014 | Igrzyska Wspólnoty Narodów    | Glasgow        | bieg na 200 m      | półfinał             | 23,46  |
| 2014 | Igrzyska Wspólnoty Narodów    | Glasgow        | sztafeta 4 × 100 m | 4. miejsce           | 43,33  |
| 2015 | IAAF World Relays             | Nassau         | sztafeta 4 × 100 m | 4. miejsce           | 42,85  |
| 2015 | Igrzyska panamerykańskie      | Toronto        | bieg na 100 m      | półfinał             | 11,26w |
| 2015 | Igrzyska panamerykańskie      | Toronto        | sztafeta 4 × 100 m | 3. miejsce           | 43,00  |
| 2015 | Mistrzostwa świata            | Pekin          | bieg na 100 m      | eliminacje           | 11,33  |
| 2015 | Mistrzostwa świata            | Pekin          | bieg na 200 m      | eliminacje           | 23,22  |
| 2015 | Mistrzostwa świata            | Pekin          | sztafeta 4 × 100 m | 6. miejsce           | 43,05  |
| 2016 | Halowe mistrzostwa świata     | Portland       | bieg na 60 m       | półfinał             | 7,23   |
| 2016 | Igrzyska olimpijskie          | Rio de Janeiro | bieg na 100 m      | eliminacje           | 11,43  |
| 2016 | Igrzyska olimpijskie          | Rio de Janeiro | bieg na 200 m      | półfinał             | 23,05  |
| 2016 | Igrzyska olimpijskie          | Rio de Janeiro | sztafeta 4 × 100 m | 7. miejsce           | 43,15  |
| 2017 | IAAF World Relays             | Nassau         | sztafeta 4 × 100 m | –                    | DQ     |
| 2017 | Mistrzostwa świata            | Londyn         | bieg na 100 m      | półfinał             | 11,14  |
| 2017 | Mistrzostwa świata            | Londyn         | bieg na 200 m      | 7. miejsce           | 22,60  |
| 2018 | Halowe mistrzostwa świata     | Birmingham     | bieg na 60 m       | półfinał             | 7,27   |
| 2018 | Igrzyska Wspólnoty Narodów    | Gold Coast     | bieg na 200 m      | 5. miejsce           | 22,70  |
| 2018 | Mistrzostwa NACAC             | Toronto        | bieg na 100 m      | 3. miejsce           | 11,11  |
| 2018 | Mistrzostwa NACAC             | Toronto        | bieg na 200 m      | 2. miejsce           | 22,67  |
| 2018 | Mistrzostwa NACAC             | Toronto        | sztafeta 4 × 100 m | 3. miejsce           | 43,50  |
| 2019 | Igrzyska panamerykańskie      | Lima           | bieg na 100 m      | 6. miejsce           | 11,41  |
| 2019 | Igrzyska panamerykańskie      | Lima           | bieg na 200 m      | 4. miejsce           | 22,89  |
| 2019 | Igrzyska panamerykańskie      | Lima           | sztafeta 4 × 100 m | 3. miejsce           | 43,37  |
| 2019 | Mistrzostwa świata            | Doha           | bieg na 100 m      | półfinał             | 11,29  |
| 2019 | Mistrzostwa świata            | Doha           | bieg na 200 m      | półfinał             | 22,65  |
| 2021 | Igrzyska olimpijskie          | Tokio          | bieg na 100 m      | półfinał             | 11,21  |
| 2021 | Igrzyska olimpijskie          | Tokio          | bieg na 200 m      | półfinał             | 23,05  |
| 2022 | Mistrzostwa świata            | Eugene         | bieg na 100 m      | eliminacje           | 11,48  |
| 2022 | Mistrzostwa świata            | Eugene         | sztafeta 4 × 100 m | eliminacje           | 43,09  |
| 2022 | Mistrzostwa NACAC             | Freeport       | bieg na 100 m      | 6. miejsce           | 11,25  |

## Rekordy życiowe
- Bieg na 50 metrów (hala) – 6,30 (2018)
- Bieg na 60 metrów (hala) – 7,23 (2016)
- Bieg na 100 metrów – 11,11 (2018) / 11,03w (2019)
- Bieg na 200 metrów – 22,50 (2017) rekord Kanady
- Bieg na 200 metrów (hala) – 23,42 (2020)

29 sierpnia 2015 Emmanuel na pierwszej zmianie kanadyjskiej sztafety 4 × 100 metrów, która w Pekinie ustanowiła z wynikiem 42,60 aktualny rekord kraju w tej konkurencji.